# Осада Баку
Осада Баку — одно из сражений во время Персидского похода (1722—1723). Баку планировалось захватить ещё в 1722 году, после взятия Дербента, но постоянный шторм на море не позволял это сделать. Осада Баку началась в июле 1723 года. После 4-дневного сильного обстрела бакинцы сдались.

## Предыстория
Взятие Баку позволило Российской империи приобрести один из крупных морских портов в Каспийском море, что в дальнейшем позволило бы русским купцам вести активную торговлю со странами Востока по морю. Инструкция по завоеванию Баку была дана М. А. Матюшкину Петром Великим ещё 4-го ноября 1722 года. В ней говорилось, что летом следующего года город должен быть обязательно взят под контроль русской армии. Зимой и весной началась активная подготовка к военным действиям. В марте 1723 года российский император начал торопить М. А. Матюшкина, так как видел угрозу в том, что турки, могли опередить русский флот, взяв Баку с суши.
Перед самым началом осады Баку М. А. Матюшкиным Пётр Великий дал поручению резиденту И. И. Неплюеву нормализовать отношения с Османской империей. 14 июля в Константинополе (Стамбуле) И. И. Неплюевым при посредничестве французского посланника де Бонака было проведена с конференция с турецким правительством, в ходе которой удалось разобраться с ситуацией в Персии. С помощью посланника из Франции Российской империи удалось заверить Порту, что Персию необходимо сохранить как независимое государство.

## Ход осады
Боевая эскадра вышла в Каспийское море 20 июня и достигла Бакинской бухты 17 июля 1723 года. В город был отправлен с донесение майор Нечаев, чтобы бакинский султан Мухаммед-Гуссейн открыл ворота русским. Прибытие русского флота объяснялась как мера для защиты Баку. Бакинский султан дал ответ через два дня, заявив, что отказывает открыть ворота, так как на то нет указа персидского шаха.
21 июля 1723 года М. А. Матюшкин дал приказ русскому флоту высаживать десант на берег и приступать к взятию города. Но персидская армия начала вести сильный обстрел, поэтому русские солдаты с потерями покинули берег. Бакинская конница была обстреляна с кораблей, в результате чего у они понесли большие потери. Было принято решение бомбардировать город с кораблей, пока бакинцы не капитулируют. Гекботы активно вели обстрел, в результате этого в городе возник крупный пожар. Бакинцы были полностью окружены со стороны моря. 26 июля в ходе продолжающегося обстрела крепостная стена была практически разрушена. Правительство города решило начать вести переговоры о сдаче города. 28 июля начальник гарнизона Дергах Кули-бек объявил о сдаче и открыл ворота. Жители Баку приветствовали русских солдат. Войска заняли все улицы, посты на башнях, оружейный и пороховой склады. Бакинский султан был отстранен с поста. М. А. Матюшкин оставил город под руководством князя Барятинского, так как сам был вынужден отплыть в Астрахань.

## Последствия
Пётр Великий обещал в обмен на эти земли помощь наследнику персидского трона Тахмаспу II в борьбе с турецкими войсками и афганскими мятежниками. Баку вошел в состав Российской империи согласно Петербургскому мирному договору в 1723 году, заключенному с персидским послом. Но Тахмасп II в дальнейшем не признал условия этого договора. В ноябре 1723 года Пётр Великий написал указ М. А. Матюшкину, в котором говорилось, что резиденту И. И. Неплюеву необходимо добиться прекращения боевых действий со стороны Османской империи в Персии. Русская армия тоже будет готова прекратить их. Но турки отклонили это предложение. Только в январе 1724 они согласились на то, чтобы было установлено перемирие на три месяца в прикаспийских землях Персии. Спустя 12 лет, эти завоеванные земли были отданы обратно Персии по Гянджинскому мирному договору.